# Elodes impressa
Elodes impressa är en skalbaggsart som beskrevs av Hatch. Elodes impressa ingår i släktet Elodes och familjen mjukbaggar. Inga underarter finns listade i Catalogue of Life.